# Světelnost objektivu

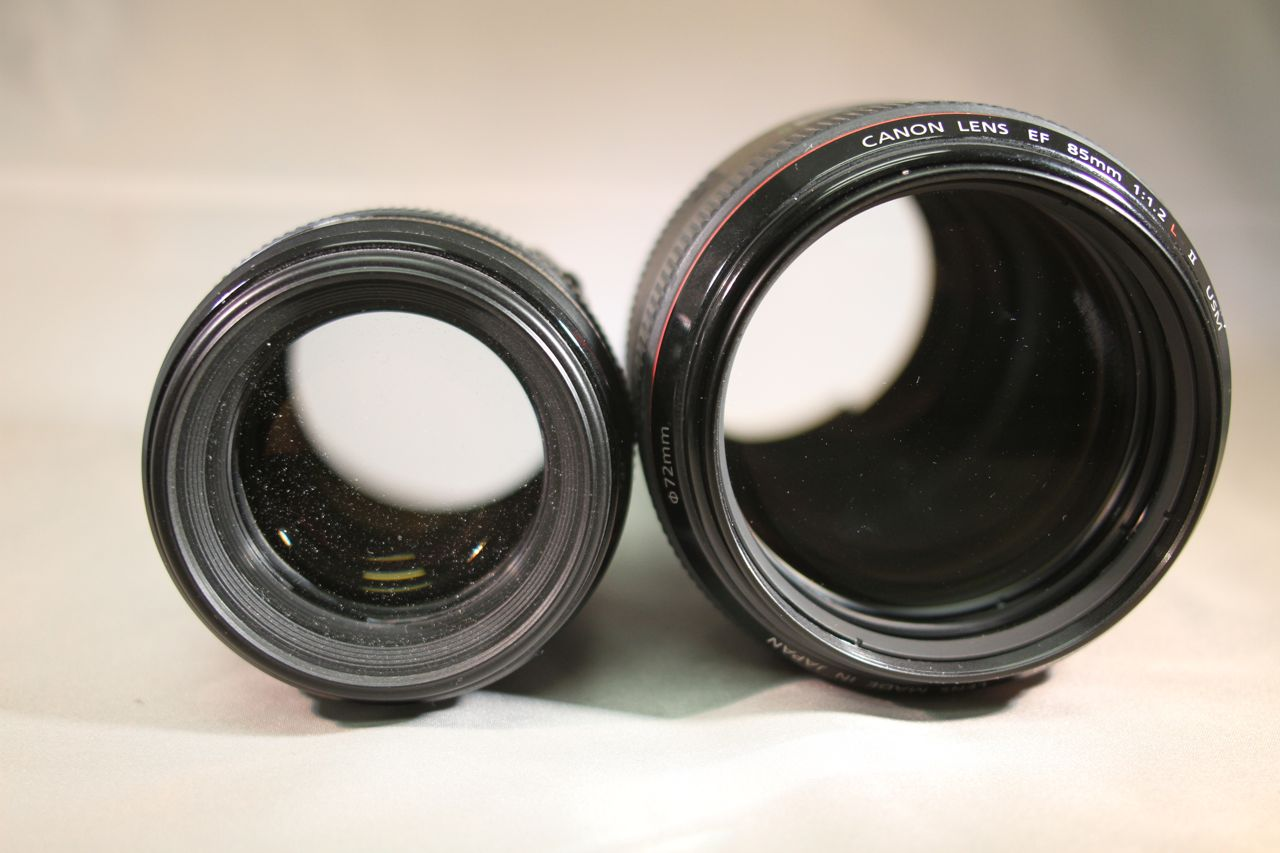
Porovnání objektivů Canon s ohniskovou vzdáleností 85mm a světelností f/1,8 (vlevo) a f/1,2 (vpravo).

Světelnost objektivu je jedním ze základních parametrů fotografických objektivů. Světelnost je bezrozměrné číslo vyjadřující poměr osvětlení citlivé vrstvy filmu k jasu snímaného objektu, kromě velikosti clony je ovlivněna i optickými vlastnostmi čoček.
V praxi jsou hodnoty světelnosti fotografických objektivů udávány zjednodušeně bezrozměrným základním clonovým číslem ({\displaystyle k}), které vyjadřuje poměr ohniskové vzdálenosti [mm] ku průměru vstupní pupily [mm]. Udávaná hodnota platí při ostření na nekonečno. Při ostření na kratší vzdálenosti se hodnota clony zvyšuje. Rozdíl je patrnyý zejména u makrofotografií
Pro objektiv se vždy uvádí nejvyšší možná hodnota. Používá se zápis f/{\displaystyle k}, 1:{\displaystyle k} (nebo f/{\displaystyle k_{1}}-{\displaystyle k_{2}}, 1:{\displaystyle k_{1}}-{\displaystyle k_{2}} u objektivů s proměnlivým ohniskem – zoom objektivů), např. f/2,8 (případně F/2,8), 1:2,8, f/3,5–4,5, 1:3,5–4,5.
Zejména u objektivů videokamer je někdy používáno označení T (například T/2,8), které kromě průměru vstupní pupily zahrnuje i optické ztráty. Hodnota T je vždy nižší než hodnota F.
Hodnota světelnosti objektivu určuje kolik světla dopadne na snímač (nebo film). Nejvyšší světelnost (hodnoty kolem f/1) znamená minimálně kladený odpor procházejícímu světlu skrze objektiv. Extrémně kvalitní objektivy mají světelnost 1 a menší (např. 0,78) a používají se především pro focení v noci či ve tmě. Velmi kvalitní objektivy mají světelnost kolem f/1,4, f/1,8 a jde výhradně o objektivy s pevným ohniskem. U velmi kvalitních zoom objektivů se světelnost pohybuje od f/2,8 (světelnosti objektivů pro kompaktní fotoaparáty jsou na tom díky menší ohniskové vzdálenosti o něco lépe a i u zoom objektivů se nejlepší hodnoty pohybují kolem f/1,4). S rostoucí ohniskovou vzdáleností objektivů (teleobjektivy) klesá i jejich světelnost. Je to důsledek extrémní technologické náročnosti výroby velmi světelných teleobjektivů, která by způsobila jejich neprodejnost (extrémní velikost, velká hmotnost a hlavně obrovská koncová cena). Obecně lze říct, že čím je objektiv světelnější, tím je jeho užitná hodnota vyšší.
Vždy však není žádoucí, aby skrze objektiv prošlo maximální množství světla, které při své světelnosti objektiv umožňuje. V takovém případě se světelnost objektivu „zhoršuje“ clonou. Zcela odcloněný objektiv (nastavený na svou maximální světelnost) se ve výsledné fotografii projeví malou hloubkou ostrosti, tj. malým rozsahem vzdáleností, ve kterých je obraz zaostřený, objekty v menší nebo větší vzdálenosti (popředí a pozadí) jsou rozostřené. Naopak je to u maximálně zacloněného objektivu. 
Ve výsledné fotografii je kromě hloubky ostrosti často důležitá i kresba – množství detailů zachycených fotoaparátem. Tu ovlivňuje kvalita objektivu a obecně je možno říci, že při stejné cloně mají lepší kresbu objektivy s větší základní světelností. Při různém zaclonění se kvalita kresby objektivu mění a nejlepších výsledků dosahují objektivy přibližně uprostřed clonového rozsahu (okolo f/8). U světelnějších objektivů je posunuta nejlepší kresba směrem k menšímu clonění.